# 30 août
Pour les articles homonymes, voir Trente-Août.
30 juillet 30 septembre
Chronologies thématiques
- Croisades
- Ferroviaires
- Sports
- Disney
- Anarchisme
- Catholicisme

Abréviations / Voir aussi
- (° 1852) = né en 1852
- († 1885) = mort en 1885
- a.s. = calendrier julien
- n.s. = calendrier grégorien
- Calendrier
- Calendrier perpétuel
- Liste de calendriers
- Naissances du jour

Le 30 août ou 30 aout est le 242e jour de l'année du calendrier grégorien, 243e lorsqu'elle est bissextile, il en reste ensuite 123.
C'était généralement le 13 fructidor du calendrier républicain français, officiellement dénommé jour de l'épine vinette.

## Événements

### XIVesiècle
- 1363 : début de la bataille navale du lac Poyang, menant à la chute de la dynastie Yuan.

### XVesiècle
- 1483 : Charles VIII devient roi de France.

### XVIesiècle
- 1590 : échec du blocus de Paris, entamé le 7 mai précédent par le roi de France Henri IV contre la Ligue catholique tenant la ville, à la suite de l'intervention de troupes espagnoles d'Alexandre Farnèse[2].

### XVIIIesiècle
- 1757 : victoire de Stepan Fiodorovitch Apraxine sur Hans von Lehwaldt, à la bataille de Gross-Jägersdorf, pendant la guerre de Sept Ans.
- 1794 : combat de Saint-Michel-et-Chanveaux, pendant la Chouannerie.
- 1799 : capitulation de Vlieter, pendant la Deuxième Coalition.

### XIXesiècle
- 1813 :
  - bataille de Kulm (campagne d'Allemagne). Victoire des forces coalisées, dirigées par Michel Barclay de Tolly, sur la Grande Armée napoléonienne, commandée par Dominique Vandamme.
  - bataille de Fort Mims, pendant la guerre Creek.
- 1835 : fondation de Melbourne.
- 1862 : victoire confédérée d'Edmund Kirby Smith, à la bataille de Richmond, pendant la guerre de Sécession.
- 1870 : bataille de Beaumont (guerre franco-allemande de 1870). Victoire des Prussiens sur les Français.

### XXesiècle
- 1914 : victoire allemande décisive de Paul von Hindenburg et Erich Ludendorff, à la bataille de Tannenberg, pendant la Première Guerre mondiale.
- 1918 : Fanny Kaplan tente d'assassiner Lénine.
- 1922 : fin de la bataille de Dumlupinar (guerre d’indépendance turque), date célébrée comme jour de la victoire, en Turquie, qui voit la victoire des Turcs de Kemal sur les troupes grecques de Hatzanéstis.
- 1940 : lors du deuxième arbitrage de Vienne, la Roumanie est contrainte de céder le nord de la Transylvanie à la Hongrie.
- 1942 : Gustav Simon annonce que tous les Luxembourgeois nés entre 1920 et 1927 doivent servir dans la Wehrmacht, ce qui provoque la grève générale de 1942 au Luxembourg.
- 1963 : mise en place du téléphone rouge, ligne de communication directe entre les États-Unis et l’Union soviétique.
- 1981 : l'Organisation des moudjahiddines du peuple iranien assassine Mohammad Javad Bahonar et Mohammad Ali Radjaï.
- 1991 : indépendance de l'Azerbaïdjan vis-à-vis de l'U.R.S.S.
- 1995 : adoption d'une nouvelle Constitution au Kazakhstan.
- 1999 : référendum sur l'indépendance du Timor oriental.

### XXIesiècle
- 2003 : Lyonpo Jigme Thinley redevient Premier ministre du Bhoutan.
- 2010 : résolution no 1937, du Conseil de sécurité des Nations unies sur le Moyen-Orient.
- 2011 : résolution no 2004, du Conseil de sécurité des Nations unies sur le Moyen-Orient.
- 2012 : résolution no 2064, du Conseil de sécurité des Nations unies sur le Moyen-Orient.
- 2014 : le Conseil européen choisit le Polonais Donald Tusk et l’Italienne Federica Mogherini, pour occuper les fonctions respectives de président du Conseil européen et de Haut Représentant de l’Union pour les affaires étrangères.
- 2016 : démission d'Emmanuel Macron de son poste de ministre.

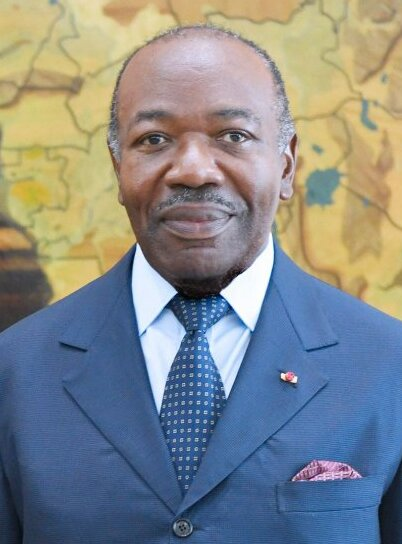
Ali Bongo en 2022.

- 2020 : au Monténégro, les élections législatives ont lieu afin de renouveler les 81 sièges du Parlement du pays. Le scrutin voit la défaite de la coalition au pouvoir menée par le Parti démocratique socialiste (DPS) du Premier ministre Duško Marković. C'est la première alternance dans le pays depuis l’avènement du multipartisme en 1990[3].
- 2021 : les dernières troupes occidentales quittent l'Afghanistan depuis l'aéroport de Kaboul.
- 2023 : au Gabon, l'annonce de la réélection d'Ali Bongo (photo) à la présidence de la République est immédiatement suivie d'un coup d'État militaire[4].

## Arts, culture et religion
- 1464 : Paul II est élu pape.
- 2016 : sortie à minuit de la sixième extension du jeu vidéo World of Warcraft, Legion.

## Sciences et techniques
- 1984 : lancement de STS-41-D, première mission de la navette spatiale américaine Discovery.
- 2013 : annonce de la découverte du Grand Canyon du Groenland.

## Naissances

### XVIIesiècle
- 1693 : Marguerite de Launay, baronne de Staal, femme de lettres française († 15 juin 1750).

### XVIIIesiècle
- 1727 : François-Alexis Davoust, homme politique français († 7 novembre 1801).
- 1748 : Jacques-Louis David, peintre français († 29 décembre 1825).
- 1753 : Auguste Marie Raymond d'Arenberg, diplomate et député aux États généraux de 1789 († 26 septembre 1833).
- 1756 : Louis-Frédéric de Wurtemberg, prince allemand gouverneur de Riga († 20 septembre 1817).
- 1772 : Henri de La Rochejaquelein, général vendéen († 28 janvier 1794).
- 1797 : Mary Shelley, écrivain britannique († 1er février 1851).
- 1800 : Auguste von Harrach, seconde épouse du roi Frédéric-Guillaume III de Prusse († 5 juin 1873).

### XIXesiècle
- 1801 : André Leroy, pépiniériste français († 23 juillet 1875).
- 1802 : 
  - Jean-Baptiste Joseph Debay, sculpteur français († 7 janvier 1862).
  - Adam Thom, journaliste et avocat écossais († 21 février 1890).
- 1803 : Adrien Chenot, ingénieur et inventeur français († 27 novembre 1855).
- 1804 : Jacques Raymond Brascassat, peintre et aquafortiste français († 28 février 1867).
- 1805 : Michael Sars, naturaliste et prêtre norvégien († 22 octobre 1869).
- 1806 : Jacques-Antoine-Claude-Marie Boudinet, prélat français, évêque d'Amiens († 1er avril 1873).
- 1807 : Ernesto Cavallini, clarinettiste italien († 7 janvier 1874).
- 1808 : 
  - Ludovica de Bavière, princesse de Bavière, devenue par mariage duchesse en Bavière († 26 janvier 1892).
  - Hippolyte Barbier, ecclésiastique, avocat et littérateur français († 2 avril 1864).
  - Jean-Charles Chenu, médecin et naturaliste français († 12 novembre 1879).
  - Adéodat Dufournel, homme politique français († 18 décembre 1882).
  - Antoine de Latour, écrivain français († 27 avril 1881).
- 1809 : 
  - Karl Wilhelm Bouterwek, historien et philologue allemand († 22 décembre 1868).
  - Adolph Hesse, organiste et compositeur allemand († 5 août 1863).
- 1810 : 
  - Emmanuel d'Alzon, prêtre catholique français reconnu vénérable par Jean-Paul II en 1991 († 21 novembre 1880).
  - Hotta Masayoshi, daimyo de l'époque d'Edo au Japon († 26 avril 1864).
- 1811 : 
  - Théophile Gautier, homme de lettres et critique d'art français († 23 octobre 1872).
  - Joseph de Gasté, homme politique français († 2 septembre 1893).
  - George Rushout (3e baron Northwick), homme politique britannique († 11 novembre 1887).
- 1812 : Agoston Haraszthy, pionnier dans la viticulture californienne († 6 juillet 1869).
- 1813 : Mathilde de Bavière, princesse de Bavière devenue par mariage grande-duchesse de Hesse († 25 août 1862).
- 1814 : Jules Cavelier, sculpteur français († 28 janvier 1894).
- 1815 : Charles van Caloen, homme politique belge († 1er mai 1896).
- 1816 :
  - Charles de Bouillé, homme politique français († 8 juillet 1889).
  - Alexandrine Martin, artiste peintre et pastelliste française († 2 janvier 1886).
- 1818 : 
  - Alexander H. Rice, homme politique américain († 12 juillet 1895).
  - Friedrich Ladegast, facteur d'orgue allemand († 30 juin 1905).
- 1820 : Gustave Le Gray, photographe français († 29 juillet 1884).
- 1830 :
  - Augusto Barazzuoli, homme politique italien († 10 décembre 1896).
  - Anatole de Cabrières, prélat français († 21 décembre 1921).
- 1844 : Emily Ruete, princesse allemande de Zanzibar et d'Oman († 29 février 1924).
- 1852 : Jacobus Henricus van 't Hoff, chimiste néerlandais, prix Nobel de chimie 1901 († 1er mars 1911).
- 1856 : Carl Runge, mathématicien allemand († 3 janvier 1927).
- 1860 : Maria Teresa Dudzik, religieuse, fondatrice, vénérable († 20 septembre 1918).
- 1871 :
  - Rose Ojeda i Creus, religieuse espagnole fondatrice des carmélites de saint Joseph († 15 mai 1954).
  - Ernest Rutherford, physicien et chimiste néo-zélandais, prix Nobel de chimie 1908 († 19 octobre 1937).
- 1880 : Konrad von Preysing, prélat allemand († 21 décembre 1950).
- 1881 : Raymond Rallier du Baty, navigateur et explorateur français († 7 mai 1978).
- 1888 :
  - Tokuzō Akiyama, cuisinier japonais († 14 juillet 1974).
  - Eduardo Ciannelli, acteur et chanteur italien († 8 octobre 1969).
- 1889 : Bodil Ipsen, réalisatrice danoise († 26 novembre 1964).
- 1891 : 
  - Frédéric de Hohenzollern, prince allemand († 6 février 1965).
  - François-Joseph de Hohenzollern-Emden, prince allemand († 3 avril 1964).
- 1896 : Raymond Massey, acteur nord-américain († 29 juillet 1983).
- 1898 : Shirley Booth, actrice américaine († 16 octobre 1992).
- 1899 : Lucien Coëdel, acteur français († 28 septembre 1947).

### XXesiècle
- 1901 : Roy Wilkins, militant américain pour les droits civiques († 8 septembre 1981).
- 1902 : Józef Maria Bocheński, philosophe polonais († 8 février 1995).
- 1903 : Pietro Pavan, prélat italien († 26 décembre 1994).
- 1905 : Sarah Selby, actrice américaine de cinéma et de télévision († 7 janvier 1980).
- 1906 : Joan Blondell, actrice américaine († 25 décembre 1979).
- 1907 : John Mauchly, physicien et pionnier de l'informatique américain († 8 janvier 1980).
- 1908 :
  - Leonor Fini, peintre argentine († 18 janvier 1996).
  - Fred MacMurray, acteur et producteur américain († 5 novembre 1991).
- 1914 : Sydney Wooderson, athlète britannique spécialiste du demi-fond († 21 décembre 2006).
- 1918 : Ted Williams (Theodore Samuel Williams dit), joueur de baseball américain († 5 juillet 2002).
- 1919 : Kitty Wells (Muriel Ellen Deason dite), chanteuse américaine de musique country († 16 juillet 2012).
- 1922 : Didier Ozanam, historien français, spécialiste du XVIIIe siècle espagnol, centenaire.
- 1923 :
  - Roger Pierre, acteur français († 23 janvier 2010).
  - Victor Elias « Vic » Seixas, Jr., joueur de tennis américain.
- 1925 : Laurent de Brunhoff, auteur et illustrateur français.
- 1926 : Robert Sarrabère, prélat français († 11 janvier 2017).
- 1928 : Alain Rey, linguiste et lexicographe français, rédacteur en chef des publications des éditions Le Robert, un temps chroniqueur radiophonique ès étymologies sur le service public († 28 octobre 2020).
- 1929 : François Cheng, écrivain, poète, calligraphe et académicien français.
- 1930 : 
  - Warren Buffett, homme d'affaires, philanthrope et investisseur américain.
  - Paul Poupard, prélat français.
- 1931 :
  - Gilles Groulx, réalisateur, scénariste et acteur québécois († 22 août 1994).
  - John Swigert, astronaute américain († 27 décembre 1982).
- 1932 : Geneviève de Fontenay, organisatrice française de concours de beauté († 1er août 2023).
- 1933 : Donald Russ « Don » Getty, joueur de football et homme politique canadien, premier ministre de l'Alberta de 1985 à 1992 († 26 février 2016).
- 1934 :
  - Jean-Guy Gendron, hockeyeur professionnel québécois.
  - Zdena Frýbová, écrivaine et publiciste tchèque.
- 1935 : 
  - Yann Paranthoën, opérateur du son et réalisateur breton et français de création radiophonique à la radio d'État puis publique († 28 février 2005).
  - John Phillips, chanteur américain du groupe The Mamas & The Papas († 18 mars 2001).
- 1936 : Jacques Glowinski, pharmacien et chercheur français en neurobiologie et neuropharmacologie, professeur au Collège de France et académicien ès sciences († 4 novembre 2020).
- 1937 :
  - Bruce McLaren, pilote et concepteur de voitures de course néo-zélandais († 2 juin 1970).
  - Yann-Ber Piriou, poète et écrivain breton et français brittophone, spécialiste de littérature bretonne, universitaire.
  - Bernard Schreiner, homme politique français († 24 mars 2020).
- 1939 :
  - Elizabeth Ashley, actrice américaine.
  - Michel Chevalet, journaliste scientifique français.
  - François Maupu, prélat français.
  - John Peel, disc jockey, animateur de radio et journaliste britannique († 25 octobre 2004).
- 1943 :
  - Robert Crumb, dessinateur de bande dessinée américain.
  - Célyne Fortin, poétesse, illustratrice et éditrice canadienne d'expression française.
  - Jean-Claude Killy, skieur champion olympique et coureur automobile français.
- 1944 :
  - José Falcón, matador portugais († 11 août 1974).
  - Tug McGraw (en), joueur de baseball américain († 5 janvier 2004).
- 1946 :
  - Jean-Marc Bloch, chef de la police de Versailles puis chroniqueur télévisé ès enquêtes criminelles (non élucidées).
  - Peggy Lipton, actrice américaine († 11 mai 2019).
  - Jacques Tardi, dessinateur de bande dessinée français.
  - Valerian Sokolov, boxeur soviétique, champion olympique.
- 1947 : 
  - Márcio Greyck, chanteur, guitariste et musicien brésilien.
  - Allan Rock, homme politique et diplomate canadien, ministre de la Justice de 1993 à 1997 et ministre de la Santé de 1997 à 2002.
  - Rauli Somerjoki, musicien finlandais († 14 janvier 1987).
- 1948 : Victor Skumin (Ви́ктор Андре́евич Ску́мин), scientifique russe.
- 1949 :
  - Donald «Don » Boudria, homme politique canadien.
  - Dominique Lauvard, gymnaste française.
- 1951 : Timothy Bottoms, acteur américain.
- 1952 : Simon Russell, pair et personnalité politique britannique.
- 1953 : Robert Parish, joueur de basket-ball américain.
- 1954 :
  - Alexandre Loukachenko (Аляксaндр Лукашэнка), homme politique biélorusse, président de la Biélorussie depuis 1994.
  - Filippo Moyersoen, cavalier italien de saut d'obstacles.
  - David Paymer, acteur américain.
  - Norbert Turini, prélat français.
- 1955 : Butch Johnson, archer américain, champion olympique.
- 1957 :
  - Pierre Chagnon, acteur québécois.
  - Patrick Roy, homme politique français († 3 mai 2011).
- 1958 :
  - Sylvain Giguère, acteur et animateur québécois.
  - Anna Politkovskaïa (Анна Степановна Политковская), journaliste et militante des droits de l'Homme russe († 7 octobre 2006).
- 1959 : Yves Calvi, journaliste français.
- 1960 :
  - Philippe Jourdan, prélat français.
  - Guy Antoine Lepage, humoriste , animateur, acteur et scénariste québécois.
- 1963 : 
  - Michael Chiklis, acteur américain.
  - Nathalie Cabrol, astrobiologiste franco-américaine.
- 1967 : Barbara Kendall, véliplanchiste néo-zélandaise, championne olympique.
- 1968 : Vladimir Makakhov (Владимир Игоревич Малахов), joueur de hockey sur glace russe.
- 1969 :
  - Valérie Bénaïm, journaliste française.
  - Laurent Delahousse, journaliste français.
- 1972 :
  - Guillaume Balas, homme politique français.
  - Cameron Diaz, actrice américaine.
  - Pavel Nedved, footballeur tchèque.
- 1974 : 
  - Camilla Läckberg, romancière suédoise.
  - Florin Popescu, céiste roumain, champion olympique.
- 1975 : Marina Anissina, patineuse française.
- 1976 : 
  - Gabriel Aubry, mannequin canadien.
  - Lu Li, gymnaste chinoise, championne olympique.
- 1977 :
  - Shaun Alexander, joueur de football américain.
  - Loana (Loana Petrucciani dite), styliste et chanteuse française, connue pour avoir gagné à l'émission Loft Story.
- 1978 : Cliff Lee, joueur de baseball américain.
- 1979 : Juan Ignacio Chela, joueur de tennis argentin.
- 1981 : Adam Wainwright, joueur de baseball américain.
- 1982 : Andy Roddick, joueur de tennis américain.
- 1983 :
  - Gustavo Eberto, footballeur argentin († 3 septembre 2007).
  - Jun Matsumoto (松本　潤), acteur et chanteur japonais.
  - Mehdi Mostefa, footballeur franco-algérien.
  - Simone Pepe, footballeur italien.
- 1985 :
  - Liza Del Sierra (Émilie Delaunay dite), actrice pornographique française.
  - Renaud Delmas, joueur de rugby à XV et de rugby à VII français.
  - Éva Risztov, nageuse hongroise.
  - Eamon Sullivan, nageur australien.
- 1986 :
  - Jawad Bendaoud, criminel français.
  - Ryan Ross, guitariste anglais du groupe Panic! at the Disco.
- 1988 : Ernests Gulbis, joueur de tennis letton.
- 1989 : Bebe Rexha (Bleta Rexha dite), chanteuse américaine.
- 1990 : 
  - Paweł Adamajtis, joueur polonais de volley-ball.
  - Trey McKinney-Jones, joueur américain de basket-ball.
- 1991 : Édouard Detrez, entrepreneur français.
- 1994 : Racheal Ekoshoria, haltérophile nigériane.

## Décès

### VIesiècle
- 526 : Théodoric le Grand, roi des Ostrogoths de 474 / 493 à cette mort, assassin d'Odoacre (° vers 455).

### IXesiècle
- 832 : Feologild, archevêque de Canterbury (° inconnue).

### XIVesiècle
- 1317 : Hugues Géraud, évêque de Cahors, brûlé à Avignon (° inconnue).

### XVesiècle
- 1428 : Shōkō, 101e empereur du Japon (° 12 mai 1401).
- 1482 : Louis de Bourbon, prince-évêque de Liège (° 1438).
- 1483 : Louis XI dit « Le Prudent », roi de France de 1461 à 1483 (° 3 juillet 1423).

### XVIIesiècle
- 1631 : Charles III, duc de Mayenne (° 1609).

### XVIIIesiècle
- 1765 : Friedrich Wilhelm von Haugwitz, homme politique allemand (° 11 décembre 1702).

### XIXesiècle
- 1817 : Léon Mathieu Cochereau, peintre français (° 1793).
- 1886 :
  - Théodore Ghirardi, peintre français (° 29 juillet 1816).
  - George Henry Gordon, avocat et général américain (° 19 juillet 1823).

### XXesiècle
- 1910 : Nicola Cantalamessa Papotti, sculpteur italien (° 21 janvier 1831).
- 1922 : María Stagnero de Munar, pédagogue et féministe uruguayenne (° 1856).
- 1928 : Wilhelm Wien, physicien allemand, Prix Nobel de physique 1911 (° 13 janvier 1864).
- 1929 : Florence Culwick, musicienne et cheffe de cœur irlandaise (° 4 novembre 1877).
- 1938 : Max Factor, homme d’affaires d’origine polonaise (° 15 septembre 1872).
- 1940 : Joseph John Thomson, physicien britannique, Prix Nobel de physique 1906 (° 18 décembre 1856)
- 1944 : Carl-Heinrich von Stülpnagel, général d'infanterie allemand (° 2 janvier 1886).
- 1949 : Jean Sinoël, acteur français (° 13 août 1868).
- 1956 : Aita Donostia, prêtre et musicien espagnol (° 10 janvier 1886).
- 1961 : Charles Coburn, acteur américain (° 19 juin 1877).
- 1970 : Abraham Zapruder, cinéaste amateur américain ayant filmé l'assassinat de John F. Kennedy (° 15 mai 1905).
- 1971 : Louis Armand, ingénieur, résistant et académicien français (° 17 janvier 1905).
- 1978 :
  - Geertruida Wijsmuller-Meijer, Juste parmi les nations, sauveteuse de 10 000 Juifs avant et pendant la Seconde Guerre mondiale (° 21 avril 1896).
  - Henryk Zygalski, mathématicien et cryptologue polonais (° 15 juillet 1906).
- 1979 : Jean Seberg, actrice américaine (° 13 novembre 1938).
- 1981 :
  - Mohammad Ali Rajai (محمد علی رجائی), homme politique iranien, 2e président de la République islamique d’Iran, en fonction en 1981 (° 15 juin 1933).
  - Vera-Ellen, danseuse et actrice américaine (° 16 février 1921).
- 1985 :
  - Philly Joe Jones (Joseph Rudolph Jones dit), batteur de jazz américain (° 15 juillet 1923).
  - « El Yiyo » (José Cubero Sanchez dit), matador espagnol (° 16 avril 1964).
- 1991 : Jean Tinguely, artiste plasticien suisse (° 22 mai 1925).
- 1992 : Claude Barma, réalisateur et scénariste français (° 3 novembre 1918).
- 1993 : Richard Jordan, acteur et producteur américain (° 19 juillet 1938).
- 1996 : Christine Pascal, actrice et réalisatrice française (° 29 novembre 1953).
- 1999 : Abdullah Al-Baradouni, écrivain et poète yéménite (° 1er janvier 1929).

### XXIesiècle
- 2002 : John Lee Thompson, réalisateur, producteur et scénariste d’origine britannique (° 1er août 1914).
- 2003 : Charles Bronson, acteur américain (° 3 novembre 1921).
- 2006 :
  - Glenn Ford, acteur américain (° 1er mai 1916).
  - Naguib Mahfouz (نجيب محفوظ), écrivain égyptien, prix Nobel de littérature 1988 (° 11 décembre 1911).
- 2007 : Jean Diebold, homme politique français (° 22 avril 1939).
- 2008 : Wladek Kowalski, lutteur professionnel canadien (° 13 octobre 1926).
- 2010 :
  - Alain Corneau, réalisateur français (° 7 août 1943).
  - Pauline Lapointe, actrice québécoise (° 12 mai 1950).
- 2013 : Seamus Heaney, poète irlandais, prix Nobel de littérature en 1995 (° 13 avril 1939).
- 2014 : Andrew V. McLaglen, réalisateur de films anglo-américain (° 28 juillet 1920).
- 2015 :
  - Olga Bianchi, pacifiste et féministe chilienne (° 11 décembre 1924).
  - Wes Craven, réalisateur, scénariste, producteur, acteur et monteur de cinéma américain (° 2 août 1939).
- 2016 :
  - Naşide Göktürk, chanteuse, écrivaine et poétesse turque (° 1er avril 1965).
  - Abou Mohammed al-Adnani, membre et porte-parole de l'État islamique (° 1977 ou 1978).
  - Nabile Farès, psychanalyste, écrivain et poète algérien (° 25 septembre 1940).
  - Marc Riboud, photographe français (° 24 juin 1923).
- 2017 :
  - Elmer Acevedo, footballeur salvadorien (° 27 janvier 1949).
  - Marjorie Boulton, femme de lettres britannique (° 7 mai 1924).
  - Louise Hay, écrivaine américaine (° 8 octobre 1926).
  - Károly Makk, cinéaste hongrois (° 22 décembre 1925).
  - Timothy Mickelson, rameur d'aviron américain (° 12 novembre 1948).
  - Sumiteru Taniguchi, survivant japonais du bombardement atomique de Nagasaki (° 26 janvier 1929).
- 2018 :
  - Peter Corris, historien, journaliste et romancier australien (° 8 mai 1942).
  - Yossif Kobzon, chanteur soviétique puis russe (° 11 septembre 1937).
  - Zohar Manna, informaticien israélo-américain (° 17 janvier 1939).
  - Vanessa Marquez, actrice américaine (° 21 décembre 1968).
  - Ray, catcheuse chinoise (° 14 février 1982).
- 2020 : Jacques Galipeau, acteur québécois canadien (° 22 septembre 1923).
- 2021 : 
  - Jean-Louis Fiszman, illustrateur, dessinateur de presse et caricaturiste français (° 26 septembre 1960).
  - Claude Guichard, homme politique français (° 11 novembre 1928).
  - Marcel Henry, homme politique français (° 30 octobre 1926).
  - Maggie Mae, chanteuse allemande (° 13 mai 1960).
  - Messaoud Nedjahi, écrivain, auteur-compositeur-interprète, psychologue, poète, romancier et plasticien algérien (° 24 janvier 1954).
  - Robert David Steele, informaticien américain (° 16 juillet 1952).
- 2022 : 
  - Gheorghe Berceanu, lutteur roumain (° 28 décembre 1949).
  - Mikhaïl Gorbatchev, homme d'État soviétique (° 2 mars 1931).
  - Don L. Lind, astronaute américain (° 18 mai 1930).
  - George Woods, athlète américain spécialiste du lancer du poids (° 11 février 1943).

## Célébrations

### Internationale
- Nations unies : journée internationale des victimes de disparitions forcées.

### Nationales
- Entre Argentine et Chili : día de Santa Rosa de Lima ou « jour de Sainte Rose de Lima » (voir 23 août), particulièrement au royaume d'Araucanie et de Patagonie.
- Kazakhstan : fête de la Constitution[5], ou Конституция күні en cyrillique.
- Pérou : día de Santa Rosa de Lima ou « jour de Sainte Rose de Lima » (voir 23 août toujours).
- Turquie : fête de la victoire[6] commémorant la victoire finale dans une bataille de Dumlupinar en 1922.

### Religieuse
- Christianisme : station dans la fondation d'Ephrem, avec mémoire des martyrs Phokas et Babylas et lectures bibliques d'Éph. 3, 14(-21) et de Mt. 16, 13(-20) du lectionnaire de Jérusalem.

### Saints des Églises chrétiennes

#### Saints catholiques et orthodoxes
du jour, :
- Agile de Rebais († 650) - « Ayeul » ou « Aile » -, jeune noble franc, moine à Luxeuil puis abbé de Rebais.
- Amat († 411), évêque et martyr.
- Bononius († 1026), Abbé dans le Piémont.
- Fantin de Thessalonique (en) († vers 1000), moine et thaumaturge.
- Félix et Audacte (+ v. 303), Martyrs.
- Fiacre († 670), moine d'origine irlandaise, ermite en Brie, saint patron des jardiniers.
- Gaudens († v. 475), Martyr.
- Martyrs de Colonia Suffetana († 399), Martyrs dans l'actuelle Algérie.
- Pammaque († 410), Sénateur romain devenu moine.
- Pierre de Trevi († 1050), Ermite.

#### Saints et bienheureux catholiques
du même jour :
- Alfred-Ildefonso Schuster († 1954), bienheureux évêque et cardinal.
- Didace Ventaja Milan († 1936), bienheureux évêque et martyr lors de la guerre civile espagnole.
- Estephan Nehmeh († 1938), bienheureux moine Libanais Maronite.
- Eustaquio Van Lieshout († 1943), bienheureux prêtre hollandais missionnaire au Brésil.
- Jean Juvenal Ancina († 1604) oratorien évêque de Saluces.
- Jeanne Jugan (1792 - 1879), fondatrice des Petites Sœurs des pauvres (voir les 28 août).
- Joseph Ferrer Adell († 1936), bienheureux prêtre capucin et martyr lors de la guerre civile espagnole.
- Juvenal Ancina († 1604), Évêque de Saluces, dans le Piémont.
- Manuel Medina Olmos (†1936), évêque de Guadix, assassiné pendant la guerre civile espagnole[9].
- Marguerite Ward († 1588), Martyre en Angleterre.
- Marie Rafols († 1853), bienheureuse religieuse espagnole. Fondatrice de la Congrégation de la Charité de Sainte-Anne.
- Rose de Lima précitée (voir 23 août).
- Vincent Cabanes Badenas († 1936), bienheureux prêtre et martyr lors de la guerre civile espagnole.

#### Saints orthodoxes et coptes
aux dates parfois "juliennes" / orientales :
- Alexandre Nevski († 1262), prince russe fêté aussi le 23 novembre.
- Paul IV le Jeune († 784), patriarche de Constantinople.
- Takla Haymanot (XIIIe siècle), Moine en Éthiopie.

### Prénoms du jour
Bonne fête aux Fiacre, Fiakr, Fieg (29 a viz eost ou 29 août en breton), Edern (30 a viz eost ou 30 août).
Et aussi aux :
- Fantin et son féminin Fantine ;
- Juvénal,
- Pammaque.

## Traditions et superstitions

### Dicton
- « À la saint-Fiacre soleil ardent, pour huit jours encore du beau temps. »[10]

### Astrologie
Signe du zodiaque : huitième jour du signe astrologique de la Vierge.

## Toponymie
Plusieurs voies, places, sites ou édifices de pays ou provinces francophones contiennent la date du jour dans leur nom sous diverses graphies possibles : voir Trente-Août, et Treinta de Agosto.